# Гжегож из Санока
Гже́гож из Са́нока или Григорий Саноцкий герба Стремени (также — Григорий Петрович Стременчук; лат. Gregorius Sanoceus; пол. Grzegorz z Sanoka, 1406,  Санок, Санокская земля, Русское воеводство, Королевство Польское — 1477, Рогатин, Галицкая земля, Русское воеводство, Королевство Польское) — польский гуманист, философ, ритор, церковный и политический деятель, львовский архиепископ латинского обряда. Основатель первого гуманистического кружка в Галиции и Польше.

## Биография
Родился в 1406 году в г. Санок. Происходил из шляхетской семьи. Имел брата Павла, носившего прозвище Длугош.
В 12-летнем возрасте убежал из дома из-за строгого отношения к нему отца. Десять лет провел в странствиях по Польше и Германии, зарабатывая переписыванием рукописей, пением и музыкой; в совершенстве, без акцента, говорил по-немецки. В 1428 году поступил в Ягеллонский университет в Кракове. В 1433 году получил степень бакалавра свободных искусств. В 1433-1437 годах был воспитателем сыновей краковского воеводы Яна Тарновского, в то же время начал писать собственные литературные произведения. В эпитафии для короля Ягайло (1434 г.) сам себя назвал «Петрейдес» (лат. Petreides), вероятно, под влиянием гуманистической моды.
В 1437 году переехал в Рим, где 2 года работал музыкантом и копиистом в канцелярии папы римского Евгения IV. Посетил Флоренцию, Феррару и Болонью, где познакомился с итальянскими гуманистами.
Вернулся на родину с большой частной библиотекой: преимущественно купленные им в Италии или скопированные в европейских библиотеках издания, в частности произведения Боккаччо «О генеалогии языческих богов». В 1439 году получил в Ягеллонском университете степень магистра свободных искусств по комментируемому изданию «Буколик» Вергилия. С 1440 года служил на приходе в Величке близ Кракова. Как капеллан короля Владислава III Варненчика и нотаря королевской канцелярии принимал участие в венгерском (1440) и Варненском (1444) походах против турок.
В 1444—1450 годах жил в Венгрии при дворе регента, трансильванского воеводы Яноша Хуньяди, где работал воспитателем его сыновей. Вскоре оказался при дворе архиепископа Янош Витеза Варади (сейчас Орадя, Румыния), где получил должность каноника кафедральной капитулы. В это время сблизился с кружком гуманистов из Болоньи (П. Верджера, Ф. Подакатарох). Вернувшись к 17 марта 1451 года по желанию короля Казимира IV Ягеллончика был назначен латинским архиепископом Львова и 4 августа того же года рукоположен в Кракове.
В Дунаеве близ Львова обустроил архиепископскую резиденцию, где основал первый гуманистический кружок на польских землях, в который, в частности, входил известный итальянский гуманист Каллимах Буонакорси. Каллимах длительное время проживал в доме Сяницкого, где часто останавливались ученые и писатели. В Г. Сяницкого также нашел убежище другой европейский гуманист — венецианец Марино Кондульмеро.
После обращения Петра Цебровского относительно основания доминиканского монастыря (ныне Монастырь происхождения дерева Креста Господня) сам приехал сюда, в день Успения Пречистой Девы Марии 1464 года отправил сюда братьев. Монахи осели при костеле Успения ПДМ, Св. Креста, апостолов Петра и Павла и всех святых.
В жизнеописании (лат. Vita et mores Gregorii Sanocei), составленном в 1476 году Каллимах, Григорий Сяноцкий предстает как воплощение гуманистического идеала человека. Оно является почти единственным источником сведений о мировоззрении Г. Сяноцкого, не лишенном многочисленных ошибок и неточностей. По словам Каллимаха, «Г. Сяноцкий был эклектиком, совмещал эпикуреизм и стоицизм, выступал против аристотелевской схоластики и объяснения природных явлений с точки зрения теологической концепции целесообразности.»
В 1464 году судья Петр из Браниц и львовский земский Ян с Высокого подтвердили продажу Михалом со Стрелищ части своего села Медуха за 200 гривен привычной монеты львовскому архиепископу Г. Сяноцкому. В 1469 году заключено было соглашение между Г. Сяноцким и Николаем Карнковским из Медухи относительно разграничения саджавок между Медухою и Библом (Набережное, Галичский район).
Умер в 1477 году в городе Рогатин (ныне Ивано-Франковской области, Украина).

### Философская концепция
Г. Сяноцкий первым на украинских землях поддержал идеи ренессансного гуманизма Италии и выступил против схоластической философии, которую называл «сонным бредом наяву». С именем Г. Сяноцкого начинается новый ренессансно-гуманистический этап в философии Польши.
Основой своей философской концепции считал тезис итальянских гуманистов о возвращении к античным первоисточникам (ad fontes). Эти источники, по его мнению, следовало самостоятельного осмыслить и изучать в оригинале, отбрасывая схоластические псевдокоментарии. Важным тезисом Г. Сяноцкого было независимости науки от теологии, от светской церковной власти при помощи учения о двойственной истине. Сяноцкий отдавал предпочтение рациональному обоснованию религиозных истин: 

 То, что не опирающееся ни на одном умственном доказательстве, является глупостью и не достойно того, чтобы в него верить
.
Из ренессансного представления о человеке как существе, соединившего в себе духовную и телесную природу, Григорий Сяноцкий делал вывод о необходимости гармоничного развития человека, его духа и тела. Целью жизни должно стать достижение полноты самовыражения через. Признавал равенство людей перед Богом. Пропагандировал мысль, высказанную ещё Данте и развитую итальянскими гуманистами о том, что «талант стоит выше родового благородства.»

Ступая шаг за шагом вперед, люди лишаются варварского состояния благодаря своей собственной работе и сами являются творцами собственной судьбы.
Пытался реабилитировать не только физическую работу, которая попиралась в феодальном обществе, но и целые социальные слои, в частности купцов, ремесленников, мещан, которые «приносят своим трудом пользу обществу». В то же время остро критиковал социальную верхушку за безделье.

## Творчество

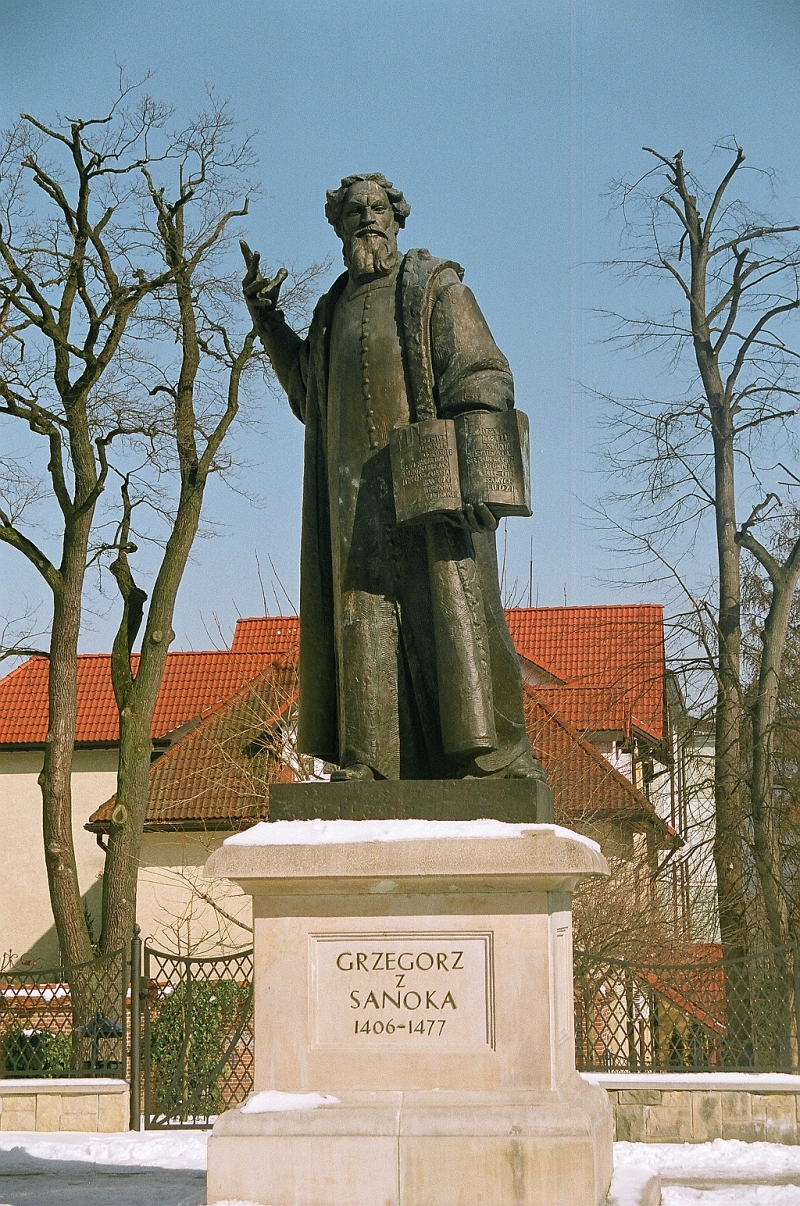
Памятник Сяноцкому в городе Санок

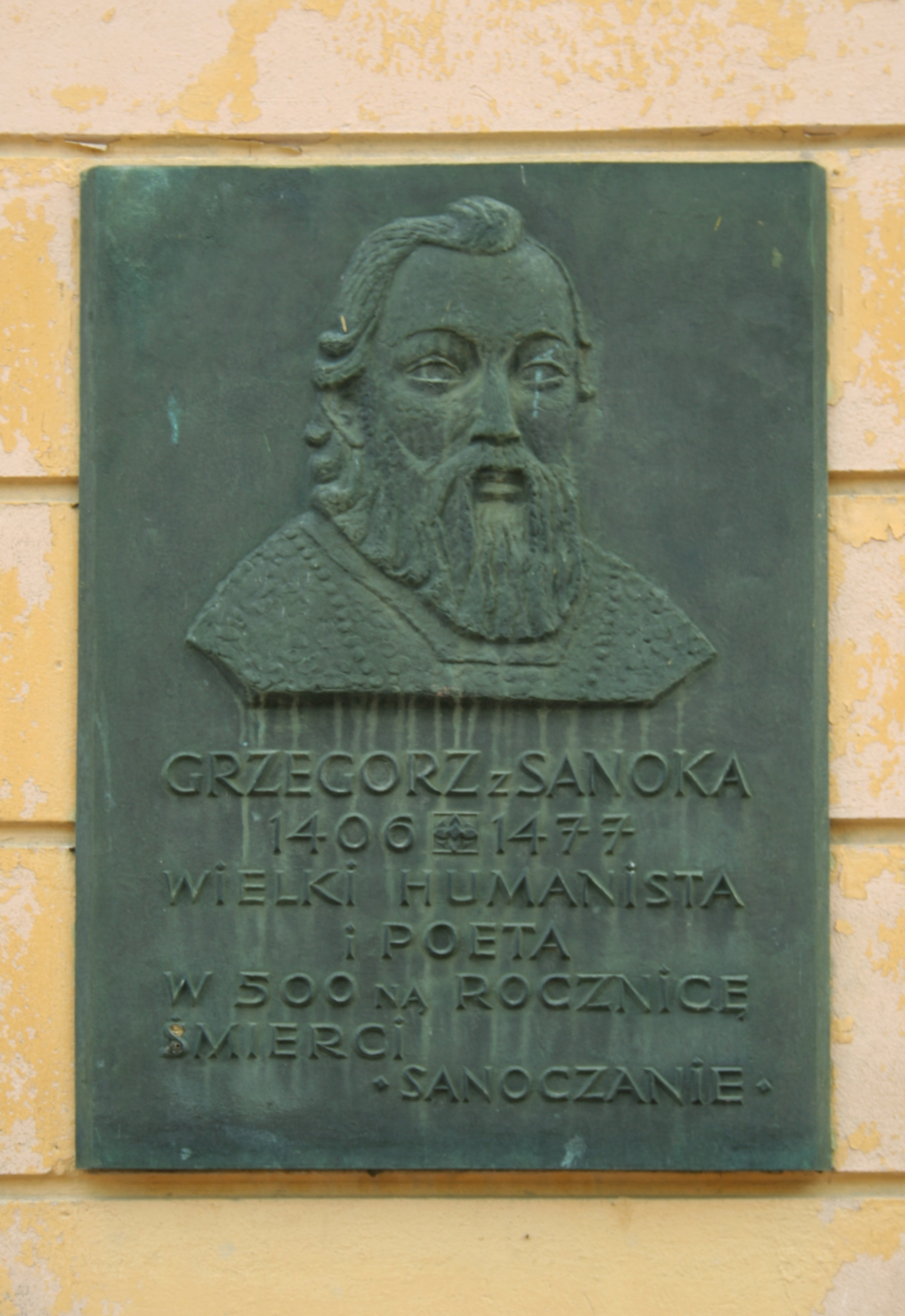
Мемориальная доска на доме по улице Замковой в Саноке

Г. Сяноцкий был автором комедий, стилизованных под произведения Плавта, исторических произведений (в частности, о короле Владиславе II, 1431), элегий, эпитафий, полемических стихов и эпиграмм. Сохранилось лишь несколько стихов, в частности стих-эпитафия на смерть короля Владислава III Варненчика и королевы Софии Гольшанской «Epitaphium regis Vladislai», а также отрывок из полемической поэмы (1474), написанной в ответ на антипольский пасквиль епископа Габриэля из Эрлангена.

### Избранные произведения
- «Epitaphium regis Wladislai per magistrum Gregorium de Sanok», powst. w 1434; tekst podał Długosz J. «Annales…»; изд. zobacz Długosz J., m.in. w «Opera omnia», изд. Przezdziecki A., t. 13, Kraków 1870, s. 530—533; tekst z kodeksu Jana ze Słupcy ogł. A. Brückner «Średniowieczna poezja łacińska w Polsce», cz. 1, «Rozprawy AU Wydział Filologiczny», t. 16 (1892), s. 335—338 i odb.
- Komedia na wzór Plauta, nieukończona przed wyjazdem do Włoch (1437), wiadomość podał F. Kallimach
- Epitafia dla dziada i stryja młodych Tarnowskich, zaginione, wiadomość podał F. Kallimach
- Epitafia na cześć prałatów waradyńskich, zaginione, wiadomość podał F. Kallimach
- Mowy pogrzebowe o zmarłych kanonikach waradyńskich, zaginione, wiadomość podał F. Kallimach
- «De evocatione Vladislai regis ad regum Hungariae ac eius expeditionibus contra Турки» zaginione, wiadomość zob. J. D. A. Janocki «Janociana», t. 3, Warszawa 1819, s. 272, (dzieło historyczne w 2 księgach)
- Epigramaty do Fanni Świętochny, zaginione, wiadomość podał F. Kallimach
- «Orationes, epistolae et carmina», wiadomość o kodeksie z XV w. wg relacji J. A. Załuskiego w archiwum kościoła metropolitalnego we Lwowie podał J. D. A. Janocki «Janociana», t. 3, Warszawa 1819, s. 272
- «Gregorius Sanoceus ad Callimachum», ogł. A. Miodoński «Филипповой Callimachi et Gregorii Sanocei carminum corollarium», «Rozprawy AU Wydział Filologiczny», t. 36 (1904), s. 405—406 i odb.
- «Poemat polemiczny przeciw paszkwilowi Gabriela biskupa Erlau», powst. 1474, 2 wersy początkowe podał M. Miechowita «Chronica Polonorum», Kraków 1519, ks. 4, rozdz. 63; 23 wersy końcowe z rękopisu Ossolineum ogł. H. Zeissberg «Zwei Gedichte über den unverrichteten Abzug der Polen von den Mauern Breslaus (1474)», «Zeitschrift d. Vereins f. Geschichte u. Altertum Schlesiens», t. 10 (1870), s. 373—378; тип przedr. J. Olasz «Szánoki Gergely», «Irodalamtörténeti Közlemenények», Budapeszt 1903.

### Письма и материалы
- Do Kazimierza Jagiellończyka, dat. 27 kwietnia 1472; do Zbigniewa Oleśnickiego młodszego, dat. 29 kwietnia 1472; do osoby nieznanej z nazwiska, dat. 29 kwietnia 1472; изд. K. Liske «Akta grodzkie i ziemskie», t. 9, Lwów 1883, epist. 76, 77, 78.
- Do papieża Pawła II, dat. 1465, ogł. A. Prochaska «Konfederacja lwowska 1464 r.», dodatek «Kwartalnik Historyczny» 1892, (wiadomości o innych listach zob. A. Nowicki «Grzegorz z Sanoka. 1406—1477», Warszawa 1958
- Dokumenty do dziejów działalności publicznej Grzegorza z Sanoka — zob. «Akta grodzkie i ziemskie», t. 2-16, Lwów 1870—1894
- Prawa dla poddanych — mieszkańców Dunajowa, zaginione, wiadomość podał F. Kallimach

### Произведения, приписываемые Григорию Сяноцкому
- «Carmen celebrans nomen Sophiae, Poloniae senioris reginae, Wladislai Lithuani, regis Poloniae derelictae», powst. 1641; epitafium (23 dystychy elegiackie) podał anonimowo Długosz J. «Annales…»; изд. zobacz Długosz J., m.in. w «Opera omnia», изд. Przezdziecki A., t. 14, Kraków 1870, s. 328—329; przedr. P. Chmielowski. «Złota przędza poetów i prozaików polskich». — Warszawa, 1887. — t. 4.